# راينر بوزر
راينر بوزر (بالألمانية: Rainer Poser)‏ (مواليد 14 مايو 1941) هو ملاكم ألماني شرقي، مثّل بلاده في الألعاب الأولمبية الصيفية 1964.

## روابط خارجية
راينر بوزر على موقع أوليمبيديا (الإنجليزية)